# Ofikalcit
Az ofikalcit forszteritből vagy diopszidból képződött, szemcsés mészkővel vagy mészpáttal keveredett szerpentinásványokat tartalmazó márvány.
Szerkezete hullámos szövetű, szabálytalanul koncentrikus.
Leggyakoribb előfordulási helyei: Kanada, Skócia és Bajorország.

## Rokon kőzettípusok
- cipolino
- predazzit